# 平班镇
平班镇，是中华人民共和国广西壮族自治区百色市隆林各族自治县下辖的一个乡镇级行政单位。

## 行政区划
平班镇下辖以下地区：
委乐村、委陇村、岩晚村、委哉村、榜纳村、岩友村、平寨村、管肖村、者合村、扁牙村、南务村、康上村、共和村、民新村、民乐村、母姑村和廷赖村。